# Tórsvøllur
Tórsvøllur là một sân vận động bóng đá trên địa điểm thể thao Gundadalur ở Tórshavn, thủ phủ của Quần đảo Faroe. Sân vận động có sức chứa 5.000 người và được xây dựng vào năm 1999 để trở thành sân vận động quốc gia của đất nước, cung cấp mặt sân cỏ nhân tạo để có thể tổ chức các trận đấu bóng đá quốc tế. Trước đó, đội tuyển bóng đá quốc gia Quần đảo Faroe đã chơi các trận đấu trên sân nhà tại sân vận động Svangaskarð tại thị trấn Toftir.
Vào tháng 8 năm 2011, đèn pha được lắp đặt; chúng lần đầu tiên được sử dụng chính thức cho trận đấu bóng đá giữa Quần đảo Faroe và Ý vào ngày 2 tháng 9 năm 2011.
Việc cải tạo toàn bộ sân vận động, lần đầu tiên kể từ khi sân được xây dựng, dự kiến sẽ hoàn thành vào năm 2021. Việc cải tạo bao gồm khán đài phía tây mới với phòng truyền thông, phòng thay đồ và sức chứa 1.500 chỗ ngồi, có nghĩa là sân vận động sẽ có sức chứa 5.000 người, bằng gần 10% dân số cả nước.